# 玛格丽滕
玛格丽滕（德语: 5. Bezirk, Margareten）为奥地利维也纳的第5区，属内城区，靠近维也纳市古城中心，1850年建区。该地区人口密集。总面积2.03 km2 ，总人口53,101，人口密度26,000/km2(2012-01-01)。